# نوربرت هوفمان (لاعب كرة قدم)
نوربرت هوفمان (بالألمانية: Norbert Hofmann)‏ (1972 في ألمانيا - ) هو لاعب كرة قدم ألماني في مركز الوسط. لعب مع فالدهوف مانهايم ونادي بوخوم ونادي ساربروكن ونادي هوفنهايم ونادي هوفنهايم ب ‏ ونادي أوغيرسهايم ‏.

## وصلات خارجية
- نوربرت هوفمان (لاعب كرة قدم) على موقع قاعدة بيانات كرة القدم.إي يو (الإنجليزية)
- نوربرت هوفمان (لاعب كرة قدم) على موقع بيانات كرة القدم. دي إي (الألمانية)